# Harens år
Harens år (Jäniksen vuosi på finska) är den finska författaren Arto Paasilinnas mest kända roman. Boken gavs ut 1975, som är harens år enligt den kinesiska kalendern. Romanen har filmatiserats i Finland av Risto Jarva 1977 under samma titel och i Frankrike av Marc Rivière 2006 som Le lièvre de Vatanen. Boken har översatts till ett trettiotal språk, bland annat hebreiska, japanska, koreanska, ryska, lettiska och litauiska.